# 北海道消防学校
座標: 北緯43度6分11.4秒 東経141度31分16秒 / 北緯43.103167度 東経141.52111度

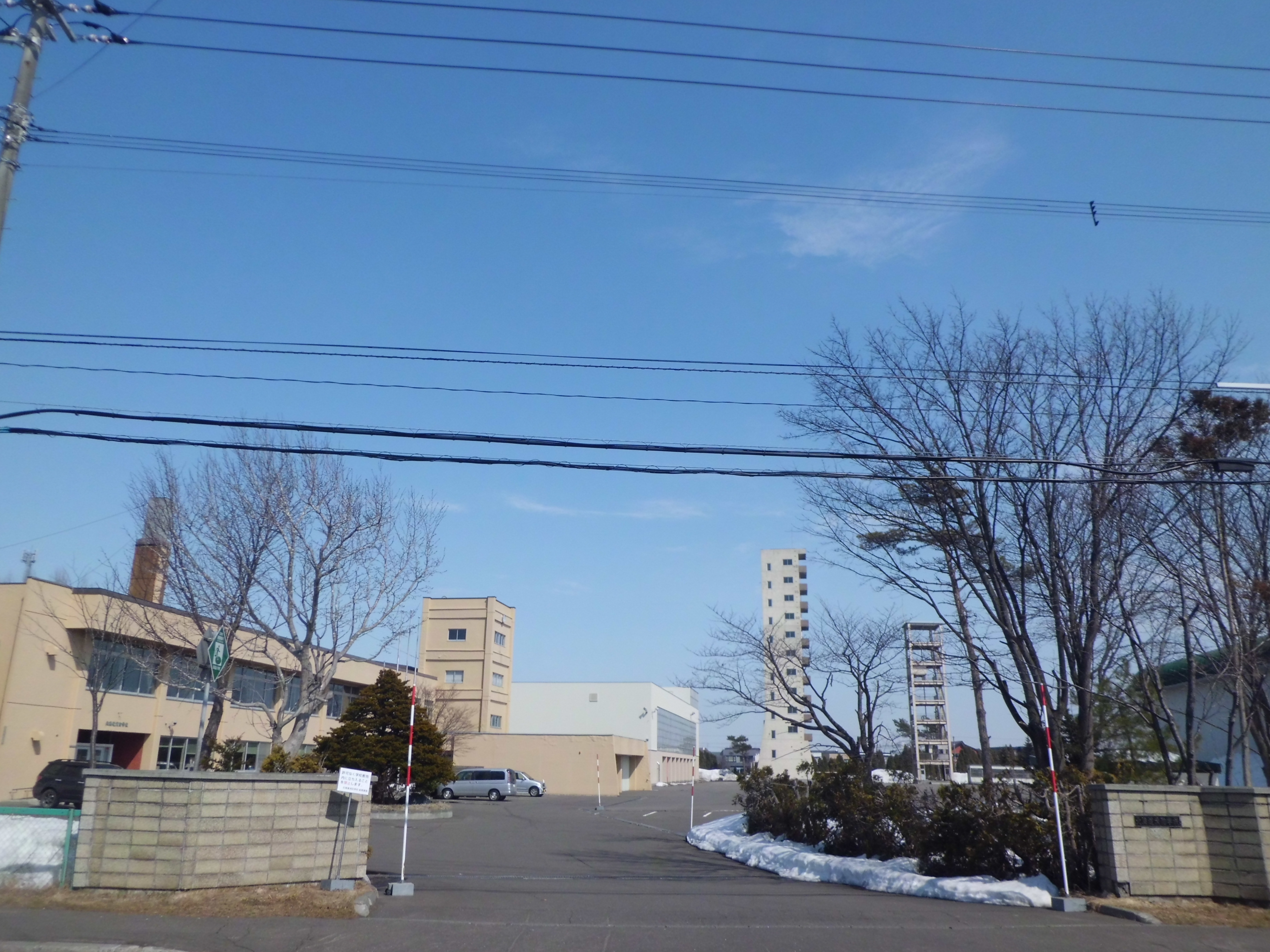
北海道消防学校

北海道消防学校（ほっかいどうしょうぼうがっこう）は、北海道の機関のひとつ。地方公務員の消防士採用試験に合格した道内の自治体消防（札幌市消防局は除く）の新人消防吏員、新人職員、新人消防団員を半年間育成するほか、専門実務の運用に関する教育・研究・調査を主要任務としている。
本校は北海道江別市中央町16番地の1にある。

## 沿革
- 1947年（昭和23年）10月22日 - 現在の札幌市中央区南1条西1丁目に創設。
- 1949年（昭和25年） - 初任教育と現任教育開始。
- 1952年（昭和28年）8月 - 現在の札幌市北区北24条西6丁目に移転。
- 1963年（昭和39年） - 救急課程が開設。
- 1964年（昭和40年） - 現在地に移転。

## 本校教養
- 消防職員
  - 初任教育
  - 専科教育
  - 幹部教育
  - 特別教育
- 消防団員
  - 基礎教育
  - 専科教育
  - 幹部教育
  - 特別教育

## 教職員
- 学校長
- 教頭
  - 主任講師
  - 教務課長
    - 講師
      - 主任・技師

    - 医師

  - 総務課長
    - 総務係長
      - 主任・主事

## 交通機関
- 北海道中央バス江別・新さっぽろ線 道立消防学校下車。
- JR函館本線 野幌駅より徒歩約20分。